# Гуз-Крік (Південна Кароліна)
Гуз-Крік (англ. Goose Creek) — місто (англ. city) в США, в окрузі Берклі штату Південна Кароліна. Населення — 45 946 осіб (2020).

## Географія
Гуз-Крік розташований за координатами 32°59′30″ пн. ш. 80°0′24″ зх. д. / 32.99167° пн. ш. 80.00667° зх. д. (32.991585, -80.006721).  За даними Бюро перепису населення США в 2010 році місто мало площу 105,81 км², з яких 103,82 км² — суходіл та 1,99 км² — водойми.

### Клімат
| Клімат : Гуз-Крік                          | Клімат : Гуз-Крік | Клімат : Гуз-Крік | Клімат : Гуз-Крік | Клімат : Гуз-Крік | Клімат : Гуз-Крік | Клімат : Гуз-Крік | Клімат : Гуз-Крік | Клімат : Гуз-Крік | Клімат : Гуз-Крік | Клімат : Гуз-Крік | Клімат : Гуз-Крік | Клімат : Гуз-Крік | Клімат : Гуз-Крік |
| Показник                                   | Січ.              | Лют.              | Бер.              | Квіт.             | Трав.             | Черв.             | Лип.              | Серп.             | Вер.              | Жовт.             | Лист.             | Груд.             | Рік               |
| Середній максимум, °C                      | 15,0              | 17,1              | 20,9              | 24,7              | 28,4              | 31,3              | 32,8              | 32,0              | 29,4              | 25,1              | 21,0              | 16,4              | 24,5              |
| Середній мінімум, °C                       | 3,4               | 5,1               | 8,4               | 12,1              | 16,9              | 21,2              | 23,1              | 22,7              | 19,9              | 14,1              | 8,9               | 4,8               | 13,4              |
| Середня кількість сонячних годин на місяць | 179,8             | 189,3             | 244,9             | 276,0             | 294,5             | 279,0             | 288,3             | 257,3             | 219,0             | 223,2             | 189,0             | 170,5             | 2810              |
| Норма опадів, мм                           | 94                | 75                | 94                | 74                | 77                | 143               | 166               | 182               | 155               | 95                | 62                | 79                | 1295              |
| Днів з опадами                             | 9,5               | 8,6               | 7,9               | 7,7               | 7,8               | 11,9              | 13,0              | 13,2              | 10,0              | 7,3               | 7,0               | 8,7               | 112,6             |
| Днів зі снігом                             | 0,1               | 0,1               | 0                 | 0                 | 0                 | 0                 | 0                 | 0                 | 0                 | 0                 | 0                 | 0,2               | 0,4               |
| ------------------------------------------ | ----------------- | ----------------- | ----------------- | ----------------- | ----------------- | ----------------- | ----------------- | ----------------- | ----------------- | ----------------- | ----------------- | ----------------- | ----------------- |
| Джерело: NOAA, HKO (sun only, 1961–1990)   |                   |                   |                   |                   |                   |                   |                   |                   |                   |                   |                   |                   |                   |

## Демографія
Згідно з переписом 2010 року, у місті мешкало 35 938 осіб у 12 356 домогосподарствах у складі 9312 родин. Густота населення становила 340 осіб/км².  Було 13484 помешкання (127/км²).
Расовий склад населення:
| - 71,2 % — білих - 18,3 % — чорних або афроамериканців - 3,7 % — азіатів - 0,5 % — корінних американців - 0,1 % — вихідців з тихоокеанських островів - 2,6 % — осіб інших рас |

До двох чи більше рас належало 3,6 %. Частка іспаномовних становила 6,1 % від усіх жителів.
За віковим діапазоном населення розподілялося таким чином: 24,9 % — особи молодші 18 років, 67,8 % — особи у віці 18—64 років, 7,3 % — особи у віці 65 років та старші. Медіана віку мешканця становила 30,2 року. На 100 осіб жіночої статі у місті припадало 106,8 чоловіків;  на 100 жінок у віці від 18 років та старших — 107,4 чоловіків також старших 18 років.
Середній дохід на одне домашнє господарство  становив 69 456 доларів США (медіана — 61 122), а середній дохід на одну сім'ю — 72 943 долари (медіана — 65 797). Медіана доходів становила 41 872 долари для чоловіків та 34 340 доларів для жінок. За межею бідності перебувало 11,2 % осіб, у тому числі 15,8 % дітей у віці до 18 років та 3,3 % осіб у віці 65 років та старших.
Цивільне працевлаштоване населення становило 16 689 осіб. Основні галузі зайнятості: освіта, охорона здоров'я та соціальна допомога — 18,1 %, виробництво — 13,8 %, науковці, спеціалісти, менеджери — 12,5 %, роздрібна торгівля — 12,4 %.